# قهرمانی کشتی جهان ۱۹۰۴
قهرمانی کشتی جهان ۱۹۰۴ نخستین دوره از رقابت‌های قهرمانی جهان می‌باشد که از ۲۳ تا ۲۶ مه ۱۹۰۴ در وین، سیسلتنیا، اتریش-مجارستان برگزار گردید. ۲۶ کشتی‌گیر از اتریش، دانمارک، آلمان، بوهم، سوئد و مجارستان در این رویداد شرکت کردند.

## جدول مدال‌ها
| رتبه           | کشور           | طلا | نقره | برنز | مجموع |
| -------------- | -------------- | --- | ---- | ---- | ----- |
| ۱              | اتریش          | ۱   | ۱    | ۲    | ۴     |
| ۲              | سوئد           | ۱   | ۰    | ۰    | ۱     |
| ۳              | آلمان          | ۰   | ۱    | ۰    | ۱     |
| مجموع (۳ کشور) | مجموع (۳ کشور) | ۲   | ۲    | ۲    | ۶     |

## خلاصه مدال‌ها

### فرنگی مردان
| رویداد | طلا                     | نقره                   | برنز                     |
| ۷۵ ک‌گ  | Severin Ahlqvist · سوئد | Hans Schneider · آلمان | Andreas Wolf · اتریش     |
| ۷۵+ ک‌گ | Rudolf Arnold · اتریش   | Anton Schmitz · اتریش  | Heinrich Wolfram · اتریش |